# Chérif El Hachemi
 (février 2023).
Chérif El-Hachemi (الهاشمي الشريف), né le 5 octobre 1939 à Atallah (Commune de Toudja), en Algérie, et mort le 2 août 2005 des suites d'un cancer des poumons, est un réalisateur et une personnalité politique algérienne,,.

## Biographie
El-Hachemi Chérif est le fils de Smail Chérif et petit-fils de Cheikh El-Hocine Chérif, un grand "faqīh" (spécialiste de la jurisprudence islamique), qui a habité au début du XXème siècle à Ihaddaden (Toudja) dans une maison mise à sa disposition par la famille Ihaddaden pour enseigner l’arabe et le Coran aux enfants de Toudja et contribuer autant que possible à leur éducation. À la suite de Cheikh El-Hocine, c’est son fils Larbi, diplômé de l’Institut Benbadis de Constantine et membre de l’Association des Oulémas Algériens, qui l’a remplacé vers le milieu des années trente, afin de poursuivre la mission entamée par son père. Ce dernier s’était marié avec la sœur d’Aami Salah Oul-Mahdi (Mahdi Salah), du bourg d’Ibourdjiouen.  El-Hachemi avait été élevé dans sa prime jeunesse par son oncle Cheikh Larbi Ben Cheikh El-Hocine à Toudja où il a suivi sa scolarité primaire tant en arabe qu’en français. Son père Smail avait émigré à Alger où il s’était fait recruter au jardin d’essai du Hamma à Belcourt comme jardinier.
El-Hachemi a rejoint son père à Alger pour poursuivre ses études qu’il a achevé au lycée franco-musulman de Ben-Aknoun dont l’enseignement était bilingue. Ensuite, il a travaillé en qualité de script et assistant-réalisateur à la RTF à l’époque de 1957 à 1960, date à laquelle, il rejoint le maquis dans la wilaya IV historique jusqu’à l’indépendance. Nommé d’abord chef de Daïra à Lakhdaria (Bouira), il n’a pas tardé à rejoindre la RTA comme Secrétaire Général de 1963 à 1967. S’étant opposé au coup d’Etat du 19 juin 1965, il s’engage résolument dans l’opposition comme militant de l’Organisation de la Résistance Populaire (ORP), avant de se retrouver membre fondateur du PAGS en 1966. Ayant abandonné toutes fonctions administratives, il dirige la Fédération des Travailleurs de l’enseignement et de la culture (FTEC).  Il réalisera de nombreux courts et longs métrages et documentaires : "Ettarfa" (1971), "L'Histoire De Notre Terre" (1970), "Centenaire Lénine"  (1970), "Les Chiens" (1969), "La Peinture Algérienne" (1969), "Histoire d'Un Drand Peuple" (1969), "L'Émir Abdelkader" (1966), "Poussière De Juillet" (1967), tiré d'un poème de Kateb Yacine et illustré par M'hamed Issiakhem...
À partir de 1981, il se consacre entièrement à l’activité politique à la tête du PAGS à partir de 1990, puis ETAHADI, avant de créer en 1998 le Mouvement Démocratique et Social (MDS). Il est, en 1966, membre fondateur du PAGS et président du Mouvement démocratique et social qu'il fonde en 1996. Il a refusé de cautionner tous les processus électoraux initiés en Algérie depuis 1990, estimant ceux-ci biaisés et au bénéfice du pouvoir en place. Il a été un opposant radical à l'intégrisme et prônait la « double rupture », avec l'islamisme et le système rentier au pouvoir en Algérie. Il échappe à un attentat terroriste perpétré contre lui le 10 avril 1993.
Il est décédé le 2 août 2005 à l’âge de 66 ans des suites d'un cancer des poumons.